# Super Prestige Pernod 1980
De Super Prestige Pernod 1980 was de 22e editie van dit regelmatigheidsklassement in het wielrennen. De kalender telde enkele wijzigingen ten opzichte van vorig seizoen: Tirreno-Adriatico leverde voor het eerst punten op, maar Milaan-Turijn en de GP Fourmies telden dit jaar niet meer mee voor het klassement. In totaal telden er dit jaar 24 koersen mee voor de Super Prestige Pernod.
Het eindklassement werd voor het tweede jaar op rij gewonnen door Bernard Hinault. De Fransman won dit jaar onder meer de Ronde van Italië en kroonde zich tot wereldkampioen. Door zijn Giro-overwinning werd Hinault de vierde renner die alle grote rondes op zijn naam wist te schrijven. De tweede plaats in de eindstand was voor Fons De Wolf, terwijl Francesco Moser beslag legde op de derde plek. Moser was voor het derde achtereenvolgende jaar de beste in Parijs-Roubaix, een prestatie die enkel Octave Lapize hem had voorgedaan. Moser behaalde niet het recordaantal zeges in Parijs-Roubaix: dat stond op naam van Roger De Vlaeminck (vier zeges). Echter had De Vlaeminck de koers nooit drie jaar op rij gewonnen. Jan Raas won dit jaar de Amstel Gold Race voor de vierde keer; hij werd de eerste renner die daarin slaagde. Een maand later verbeterde Herman Vanspringel zijn eigen record toen hij Bordeaux-Parijs voor de zesde maal won. Behalve de Super Prestige Pernod werden er nog twee andere prijzen uitgereikt: de Prestige Pernod voor Franse renners en de Promotion Pernod voor Franse renners onder de 25 jaar.

## Wedstrijden
| Datum           | Koers                                    | Winnaar                  |
| --------------- | ---------------------------------------- | ------------------------ |
| 5–12 maart      | Parijs-Nice (1980)                       | Gilbert Duclos-Lassalle  |
| 8–13 maart      | Tirreno-Adriatico (1980)                 | Francesco Moser          |
| 19 maart        | Milaan-San Remo (1980)                   | Pierino Gavazzi          |
| 30 maart        | Ronde van Vlaanderen (1980)              | Michel Pollentier        |
| 2 april         | Gent-Wevelgem (1980)                     | Henk Lubberding          |
| 5 april         | Amstel Gold Race (1980)                  | Jan Raas                 |
| 13 april        | Parijs-Roubaix (1980)                    | Francesco Moser          |
| 17 april        | Waalse Pijl (1980)                       | Giuseppe Saronni         |
| 20 april        | Luik-Bastenaken-Luik (1980)              | Bernard Hinault          |
| 1 mei           | Rund um den Henninger-Turm (1980)        | Gianbattista Baronchelli |
| 4 mei           | Kampioenschap van Zürich (1980)          | Géry Verlinden           |
| 22 april–11 mei | Ronde van Spanje (1980)                  | Faustino Rupérez         |
| 6–11 mei        | Ronde van Romandië (1980)                | Bernard Hinault          |
| 7–11 mei        | Vierdaagse van Duinkerke (1980)          | Jean-Luc Vandenbroucke   |
| 18 mei          | Bordeaux-Parijs (1980)                   | Herman Vanspringel       |
| 26 mei–2 juni   | Critérium du Dauphiné Libéré (1980)      | Johan van der Velde      |
| 15 mei–7 juni   | Ronde van Italië (1980)                  | Bernard Hinault          |
| 11–15 juni      | Grand Prix du Midi Libre (1980)          | Jean-René Bernaudeau     |
| 11–20 juni      | Ronde van Zwitserland (1980)             | Mario Beccia             |
| 26 juni–20 juli | Ronde van Frankrijk (1980)               | Joop Zoetemelk           |
| 31 augustus     | Wereldkampioenschap in Sallanches (1980) | Bernard Hinault          |
| 28 september    | Grote Herfstprijs (1980)                 | Daniel Willems           |
| 12 oktober      | Grote Landenprijs (1980)                 | Jean-Luc Vandenbroucke   |
| 18 oktober      | Ronde van Lombardije (1980)              | Fons De Wolf             |

## Eindklassementen

### Individueel
| Plek | Renner                   | Punten |
| ---- | ------------------------ | ------ |
| 1    | Bernard Hinault          | 315    |
| 2    | Fons De Wolf             | 218    |
| 3    | Francesco Moser          | 210    |
| 4    | Hennie Kuiper            | 159    |
| 5    | Giuseppe Saronni         | 140    |
| 6    | Joop Zoetemelk           | 129    |
| 7    | Joaquim Agostinho        | 120    |
| 7    | Gianbattista Baronchelli | 120    |
| 9    | Jean-Luc Vandenbroucke   | 113    |
| 10   | Gilbert Duclos-Lassalle  | 108    |

- Prestige Pernod: Bernard Hinault
- Promotion Pernod: Alain Vigneron

1959 · 1960 · 1961 · 1962 · 1963 · 1964 · 1965 · 1966 · 1967 · 1968 · 1969 · 1970 · 1971 · 1972 · 1973 · 1974 · 1975 · 1976 · 1977 · 1978 · 1979 · 1980 · 1981 · 1982 · 1983 · 1984 · 1985 · 1986 · 1987